# Oxycoleus gahani
Oxycoleus gahani là một loài bọ cánh cứng trong họ Cerambycidae.